# Advanced Video System

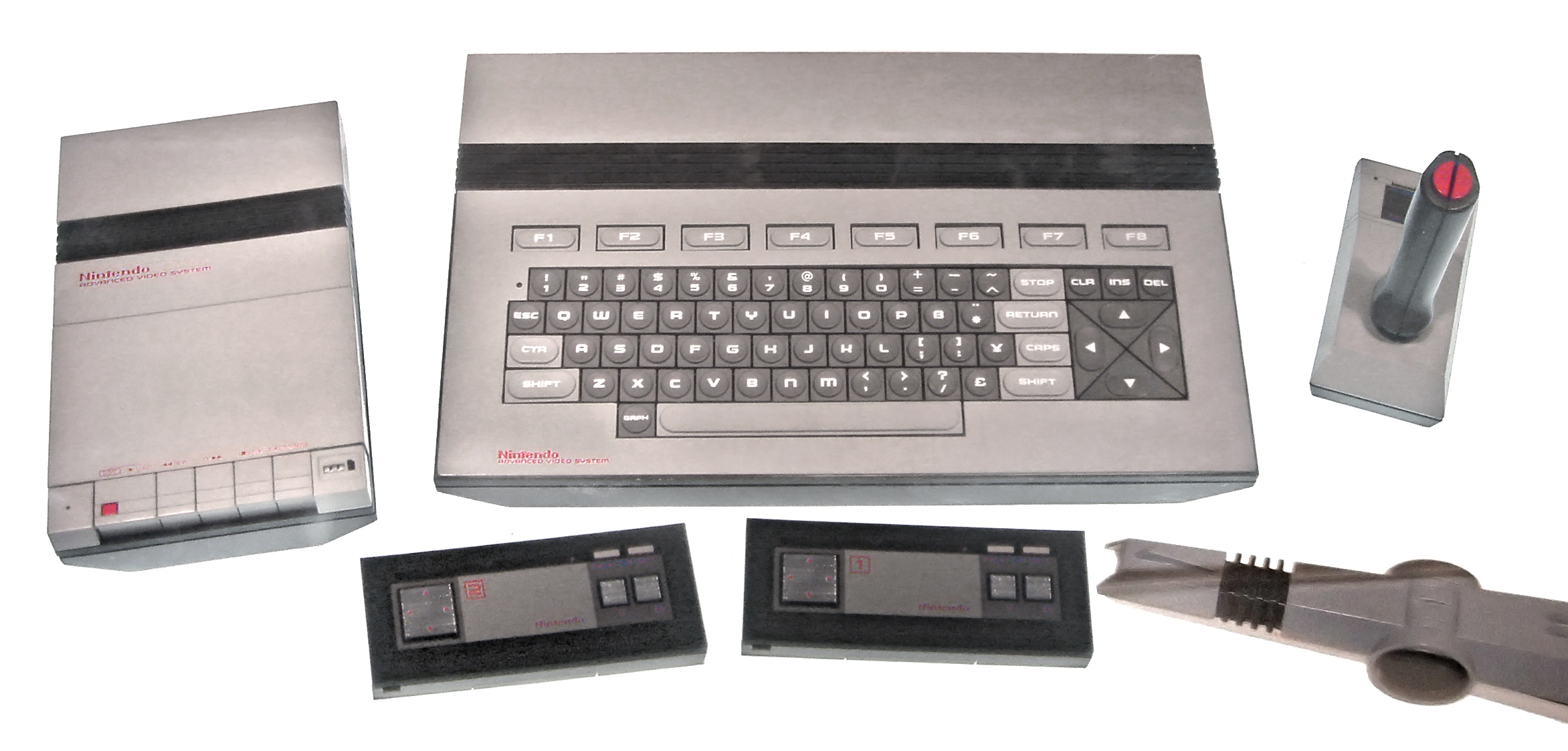
Advanced Video System

Advanced Video System（アドバンスドビデオシステム）は、任天堂から発表されたNintendo Entertainment System（NES）のプロトタイプ機である。

## 概要
北米において1985年1月のCESで発表されたが、その仕様は後のNESとはだいぶ異なっていて、当時あちこちから発売されていたホームコンピュータ（特にコモドール64やMSX）を意識したような製品だった。以下のような特徴があった。
- 日本のファミコンと同じカートリッジ仕様
- カセットデッキ
- ワイヤレスコントローラ
- ジョイスティック
- 光線銃
- キーボード

## その他
当時はこういったゲーム機とホームコンピュータの両方の機能を持つようなマシンはことごとく失敗に終わっていて、AVSの発表はそれを蒸し返したようにとられてしまい不評であった。そして、現在のNESに仕様を変更して発売に至った。
現在でもニューヨークにあるニンテンドーワールドの博物館スペースで実物を見ることができる。